# Vitamin (Manga)
Vitamin (jap. ビタミン, bitamin) ist eine Manga-Serie von Keiko Suenobu, die 2001 erschien. Sie richtet sich an jugendliche Mädchen und ist damit der Shōjo-Gattung zuzuordnen. Die Handlung umfasst mehrere Tabu-Themen wie sexuelle Übergriffe durch den eigenen Partner und Erpressungen mit Nacktfotos, aber auch allgegenwärtige Konflikte wie den Leistungsdruck des Schullebens im Gegensatz zur persönlichen Entfaltung, Mobbing und Familiendynamik.

## Handlung
Die 15-jährige Sawako Yarimizu ist eine Oberschülerin, die unterschwellig von ihren Freundinnen gehänselt und von Gruppentreffen ausgeschlossen wird. Ihr Freund Kouta drängt sie zu riskanten sexuellen Handlungen, die sie nur unter Protest über sich ergehen lässt. Als Kouta sie eines Nachmittags im Klassenzimmer der Oberschule, die die beiden zusammen besuchen, entkleidet und erneut sexuell bedrängt, wird ein Mitschüler zufällig Zeuge, kann jedoch nur Sawako identifizieren. Als Sawako in Scham und Panik verfällt, verspricht Kouta ihr, in jedem Falle an ihrer Seite zu bleiben. Am nächsten Morgen hat sich das Gerücht, Sawako sei "leicht zu haben", bereits verbreitet und eine sadistische Mobbing-Kampagne beginnt, in deren Rahmen Sawako öffentlich erniedrigt und beschuldigt wird. Auch ihre Freundinnen wenden sich von ihr ab und verhöhnen sie dafür, dass sie aus Scham verleugnet hatte, schon Sex gehabt zu haben. Währenddessen streitet Kouta ab, derjenige gewesen zu sein, mit dem Sawako gesehen wurde, und trennt sich von ihr. Sawakos Erniedrigung erreicht ihren Tiefpunkt, als Sawako im Umkleideraum von ihren Mitschülern entkleidet, bemalt und fotografiert wird. Die Fotos werden anschließend dazu benutzt, Sawako zu weiteren Handlungen zu erpressen. Ein Lehrer bemerkt Sawakos Unwohlsein, nimmt die Lage jedoch nicht ernst und verkündet, Sawako stehe wohl unter Prüfungsstress und sei zu sensibel gegenüber für diese Altersgruppe normalen Hänseleien. Sawako beginnt, sich selbst die Schuld zu geben und zu bestrafen, unter anderem durch Medikamentenmissbrauch.
Nachdem ihre Mitschülerinnen sie erneut in einer Toilette schänden, beginnt Sawako, den Unterricht zu schwänzen, und ihr Vater schlägt ihr vor, vorerst zuhause für ihre Prüfungen zu lernen. Beim Aufräumen ihres Kinderzimmers findet Sawako alte Mangaseiten, die sie früher gezeichnet hatte, und erinnert sich an ihr ehemaliges Ziel, Mangazeichnerin zu werden. Um ihrer Situation zu entfliehen, stürzt sich Sawako erneut ins Zeichnen, während sie vorgibt, zu lernen, und reicht das Ergebnis bei einem Manga-Wettbewerb ein. Ihre Mutter findet schließlich Sawakos Zeichenutensilien und hat vor, Sawako erneut zur Schule zu schicken. Sawakos immer extremere Reaktionen führen zu größeren Reibungen sowohl zwischen Sawako und ihrer Mutter, als auch zwischen Sawakos Mutter und Vater. 
Kurz vor dem Beginn des neuen Schulhalbjahres kommt Sawakos Klassenlehrer zu Besuch, um einen Entschuldigungsbrief von Sawakos Freundinnen abzugeben. Dankbar für die Ermutigung traut sich Sawako zum ersten Mal erneut in die Schule, woraufhin ihre Mitschüler sie lauthals für ihre Leichtgläubigkeit auslachen und verhöhnen. Sawako stürzt in suizidales Verhalten und eine Essstörung. Ihr einziger Lichtblick ist das Ergebnis des Manga-Wettbewerbs: Sawako gewinnt einen Preis und erhält den Rat, das nächste Mal eine persönlichere Geschichte zu zeichnen. Nach einem weiteren Streit mit ihrer Mutter, weil diese Sawakos Wunsch, Zeichnerin zu werden, nicht ernst nimmt, findet Sawako zufällig Mobbing-Ratgeber und erfährt, dass ihre Mutter Selbsthilfegruppen besucht. Zum ersten Mal seit Langem isst Sawako mit ihren Eltern zusammen und erfreut sich dem Interesse beider an ihren Zeichnungen.
Um ihre traumatischen Erlebnisse zu verarbeiten, entscheidet Sawako nun, einen autobiografischen Manga zu zeichnen, und erlangt den Mut, zumindest zu ihrer Jahresabschlusszeremonie zu gehen. Sie gibt ihren Mitschülern gegenüber vor, ihr Mobbing an die Öffentlichkeit gebracht zu haben, was eine Welle von Entschuldigungen auslöst. Ihre ehemaligen Freundinnen überreichen Sawako ihre Freundesbücher, welche Sawako aus dem Fenster wirft. Auch bei der Überreichung der Abschlusszeugnisse signalisiert Sawako ihre Ablehnung der alten Schule und zerreißt ihr Zeugnis zum Staunen der Schüler und Lehrer und dem Beifall ihrer Mutter. Die beiden erreichen ein gegenseitiges Verständnis auch im Bezug auf ihre negativen sexuellen Erlebnisse und Sawakos Mutter gibt zu verstehen, dass der erste sexuelle Kontakt oftmals nicht der maßgebliche ist und dass für sie ihre schlussendliche Ehe mit Sawakos Vater mehr zählt. Mit der Unterstützung ihrer Mutter schließt Sawako die Arbeit an ihrer Autobiografie ab. Die letzte Szene zeigt Sawakos ehemalige Mitschülerinnen, die in einem Buchhandel Sawakos Manga entdecken.

## Veröffentlichungen
Vitamin erschien 2001 in Einzelkapiteln im Manga-Magazin Bessatsu Friend. Der Kōdansha-Verlag brachte diese Kapitel im November 2001 auch als Sammelband heraus.
Der Manga wurde 2002 ins Koreanische und Chinesische, 2005 ins Italienische und Französische übersetzt. In Deutschland erschien Vitamin im Februar 2004 bei Planet Manga.

## Rezeption
In der AnimaniA lobte Petra Kilburg, der Manga sei „interessant [...], zumal ja in den üblichen Shôjo Mangas ein eher verklärt romantisches Bild dieser Lehranstalten gezeichnet wird.“ Suenobu zeichne „hervorragend“ und erschaffe den Manga in „klaren, unter die Haut gehenden Bildern“.